# Владимир (Репта)
Митрополи́т Влади́мир (нем. Metropolit Wladimir, рум. Mitropolit Vladimir, в миру Васи́лий Миха́йлович фон Ре́пта, нем. Basil Ritter von Repta, или де Репта, рум. Vasile de Repta; 22 декабря 1841, село Банилов Русский, Буковина, Австрийская империя — 21 апреля 1926, Черновцы, Румыния) — церковный деятель Австро-Венгрии, а затем Румынии, архиепископ Черновицкий, митрополит Буковинско-Далматинский, ректор Черновицкого университета.

## Биография
Родился 25 декабря 1841 года в Банилове Русском на Буковине (ныне село Банилов Вижницкого района Черновицкой области) в зажиточной дворянской семьи пайщика Михаила фон Репты. При крещении получил имя Василий.
В 1857 году поступил на обучение к I государственной императорско-королевской гимназии в Черновцах, которую успешно закончил в 1864 года. В классных журналах гимназии за годы обучения будущего митрополита, которые хранятся в госархиве Черновицкой области, имеются сведения о его успеваемости и другие сведения биографического характера. Так, из журналов мы узнаем о том, что семья Василия Репты имела квартиру в Черновцах сначала по адресу Шисштатгассе № 194 (ныне ул. С. Космодемьянской), впоследствии на улице Гауптштрассе № 444 (ныне ул. Главная). От оплаты за обучение гимназист Василий был отчислен, а в 1859 году даже получал стипендию имени Франца Иосифа. Внимательный и очень старательный ученик с образцовым поведением лучшие знания демонстрировал по религиоведению, немецкому и украинскому языкам, истории и географии, высоких успехов достиг также в изучении латыни и греческого языка. В графе «будущая профессия» ещё от младших классов гимназии отмечалось — теология. Известно также, что младший брат Василия, Степан, так же учился в Черновицкой гимназии в богатой семье.
Для усовершенствования в науках и подготовки к профессорской деятельности он был направлен на обучение за средства Религиозного фонда к Венскому, Боннского, Мюнхенского и Цюрихского университетов.
В 1872 году, после окончания обучения и возвращения на Буковину, становится инспектором Черновицкой духовной семинарии.
В 1873 году Василию Репте присвоено звание профессора кафедры Священного Писания Нового Завета. С 1875 года он назначен почетным профессором богословского факультета Черновицкого университета. За годы работы в университете становится деканом богословского факультета, а в 1883—1884 учебном году — ректором.
С 1876 по 1895 год — инспектор народных школ в Черновцах, а 16 февраля 1896 года получает сан архимандрита, становится советником консистории и генеральным викарием Буковинской митрополии.
17 октября 1902 года декретом императора назначен митрополитом Буковины. Под давлением краевого управления митрополит был вынужден принять в начале 1903 года украинскую депутацию, которая поставила требования: во всех общинах с украинским населением назначать только украинских священников, для подготовки кадров украинских священников выделить десять стипендий, на должность консисторского архимандрита назначать украинца. Однако ответ митрополита на все три требования был отрицательный и вызвал полное разочарование.
29 марта 1906 года они подали петицию о несправедливостях, которые испытывают украинцы-русины в православной церкви на Буковине, и просили императора назначить украинцам отдельного епископа.
В 1906 году совершил поездку по сёлам Кицманского уезда. Он надеялся на торжественную встречу. Но вместо этого во многих деревнях ему вручали петиции и не выказывали ожидаемого почета. В одной из петиций указывалось: «православный народ терпит во многих русских селах в своей православной церкви тяжкие кривды. Много пастырей или не умеют, или не хотят знать русского языка, отменяют по русских приходах русское богослужение, ведут Службу Божью на непонятном для нас волошском языке».
«Общество русских православных священников» пыталось взять на себя инициативу в реформировании церкви. В 1909 году оно составило проект разделения консистории на две части и подало его на рассмотрение митрополита Владимира (Репты) и Министерства культов и образования. Во главе каждой секции должен был бы стоять архимандрит или викарный епископ. Над обеими консисториями должен быть митрополит, который поочередно назначался из украинцев и румын. На сессии сейма конца 1912 — начала 1913 года. А. Ончул внес предложение о реорганизации церковного вопроса. Суть её сводилась к тому, чтобы прежде всего нормировать автономные права православной церкви края. Хотя церковный вопрос не был решен до конца, изменения, которые произошли в начале XX в., показывали, что при правильной организации и целеустремленности можно достичь желаемых результатов, используя демократические принципы австрийской конституции. Фактически, в результате 39-летней борьбы, украинцы добились паритета в церкви. Всё это имело большое значение для формирования национального сознания, сплочения украинцев в борьбе за свои законные права.
В сентябре 1914 года русские войска заняли Буковину, исторически тяготевшую к Галиции. Как писала газета «Новое время»: «После решительной победы на левом берегу Днестра участь прикарпатских областей по правую сторону этой реки была решена. Поэтому черновицкий митрополит Владимир (Репта) с сонмом православного духовенства в полном облачении вместе с городским головой с торжественной процессией вышли навстречу русским войскам, приглашая их вступит в столицу Буковины». При этом митрополит Владимир де Репта со своей консисторией покинул епархию. Митрополита и консисторию вывезли сначала в Прагу, а затем в Вену, где после рассмотрения дела, его отправили за штат.
После окончания войны и развала Австро-Венгерской империи Буковине в 1918 году аннексировала Румыния, а митрополит Владимир снова возглавил митрополию. Наступила эпоха еще больших притеснений украинцев и русинов и их насильственной румынизации. Первым шагом румынской власти в Буковинской православной церкви было устранение епископов-номинантов Тита (Тыминского) и Ипполита (Воробкевича), и возвращение Владимиру (Репте) всех прав митрополита Буковины. Тем временем в консистории снова засели советники австрийских времен. Таким образом, с самого начала, и за все время румынской оккупации Буковины украинцы уже не имели ни одного советника в консистории, а уже то, что так тяжело одержали за последние 40 лет потеряли в течение короткого времени . Прежде всего был введен румынский язык в консистории, в приходских правительствах и в школах (1921—1922 рр.). Позже, в 1925 году вышло распоряжение, чтобы Богослужения совершались пол-на-пол, по-славянски и по-румынски, чего, однако, украинское духовенство не выполняло.
В 1924 году вышел на покой. Скончался 21 апреля 1926 года и был похоронен в архиерейской гробнице на городском кладбище в Черновцах.